# Konstsim vid panamerikanska spelen 2023
Konstsim vid panamerikanska spelen 2023 avgjordes i Centro Aquático i Santiago, Chile, under perioden 31 oktober–3 november 2023. Totalt tävlades det i två grenar.

## Medaljörer
| Gren | Guld | Silver | Brons |
| Par  | Mexiko · Nuria Diosdado · Joana Jiménez | USA · Megumi Field · Ruby Remati | Brasilien · Laura Miccuci · Gabriela Regly |
| Lag  | Mexiko · Regina Alférez · Fernanda Arellano · Nuria Diosdado · Daniela Estrada · Itzamary González · Joana Jiménez · Samantha Rodríguez · Jessica Sobrino · Pamela Toscano | USA · Anita Alvarez · Jaime Czarkowski · Megumi Field · Audrey Kwon · Calista Liu · Jacklyn Luu · Bill May · Daniella Ramirez · Ruby Remati | Kanada · Sydney Carroll · Scarlett Finn · Audrey Lamothe · Jonnie Newman · Raphaelle Plante · Kenzie Priddell · Claire Scheffel · Florence Tremblay · Olena Verbinska |

## Medaljtabell
*   Värdland ( Chile)
| Nr                  | Nation              | Guld | Silver | Brons | Totalt |
| ------------------- | ------------------- | ---- | ------ | ----- | ------ |
| 1                   | Mexiko              | 2    | 0      | 0     | 2      |
| 2                   | USA                 | 0    | 2      | 0     | 2      |
| 3                   | Kanada              | 0    | 0      | 1     | 1      |
| 3                   | Brasilien           | 0    | 0      | 1     | 1      |
| Totalt (4 nationer) | Totalt (4 nationer) | 2    | 2      | 2     | 6      |